# 阮揚揚
阮 揚揚（ルアン・ヤンヤン、Yangyang Ruan、1999年7月21日 - ）は、中国のピアニスト。

## 人物
福建省漳州市の普通の家庭に生まれ、5歳からピアノを始めた。中央音楽学院鼓浪嶼ピアノ学校、上海音楽学院附属中学を経て、2017年からカーティス音楽院に入学し、日本人ピアニストの小林愛実と共に劉孟捷に師事する。現在は同学校に在学している。
これまでにサンクトペテルブルク・フィルハーモニー交響楽団、スイス・ジュネーヴ高等音楽院管弦楽団、ポルトガル・フィルハーモニー管弦楽団、中国・フィルハーモニー管弦楽団、廈門・フィルハーモニー管弦楽団等と共演。2020年9月、中国最大規模の映画祭「金鶏百花映画祭」に招待され、開幕式にて演奏し、注目を集めた。

## 師事歴
- 中央音楽学院鼓浪嶼ピアノ学校 - 9歳から入学し、李婧、李惠莉、李原茜子等に師事[1]。
- 上海音楽学院附属中学 - 12歳から入学し、ピアニストの牛牛を育った中国系のオーストラリア人ピアニストチェン・ウェイリンに師事。その間、中国人ピアニストのイン・チェンツォン、エリノア・ウォンからも指導を受けた[3]。
- カーティス音楽院 - 18歳から入学し、エレノア・ソコロフと劉孟捷に師事[3]。

## 受賞歴
- 2014年　CCTVピアノコンクール第3位[4]
- 2019年　ロシア “A Step Towards Mastery”ヤングピアニストのための国際ピアノコンクール第2位かつショパン賞[5]
- 2019年　スイス “Val de Travers”国際ピアノコンクール第1位かつ特等賞[5]
- 2019年　ポルトガル “Santa Cecilia”国際ピアノコンクール第1位[5]
- 2020年　ポーランド “Juliusz Zarębski”国際音楽コンクールE部門第1位[5][6]かつ特別賞「パーソナリティ・オブ・ザ・コンペティション」[7]

## エピソード
2017年渡米、カーティス音楽院、ジュリアード音楽院、イーストマン音楽院、ニューイングランド音楽院、マンハッタン音楽学校などの五つの音楽学院から内定をもらった。

## 参照
1. 1 2 3  “出生小县城普通家庭，却成为柯蒂斯音乐学院2017年唯一招收的亚洲籍学生” (中国語). www.sohu.com. 2021年1月28日閲覧。
2. ↑  “2018厦门爱乐钢琴协奏曲大师班——学员访谈篇”. www.xmpo.org.   厦门爱乐乐团. 2021年1月28日閲覧。
3. 1 2  “一个月内斩获三个国际比赛大奖！南靖这位钢琴诗人真牛！_阮扬扬” (中国語). www.sohu.com. 2021年1月28日閲覧。
4. ↑  “从艺术留学广场到柯蒂斯，“扬梦”美利坚，载誉而归”. 2021年1月28日閲覧。
5. 1 2 3 4  “AAF - アリンク・アルゲリッチ財団のピアノコンクールデータベース”. www.alink-argerich.org. 2021年1月28日閲覧。
6. ↑  “RESULTS OF THE SOLO PIANO SECTION OF International Juliusz Zarebski Music Competition 2020”. 2021年1月28日閲覧。
7. ↑  “SPECIALE AWARDS OF International Juliusz Zarebski Music Competition”. 2021年1月28日閲覧。